# Club de Remo San Pantaleón
La Sociedad Deportiva Club de Remo San Pantaleon es un club deportivo cántabro perteneciente a la localidad de Pontejos, del Ayuntamiento de Marina de Cudeyo, situado a tres kilómetros de la capital de Cantabria (Santander). Su objetivo principal es la promoción de las categorías base (infantil, cadete y juvenil).

## Historia
Se creó en 1995 como a consecuencia de una escisión de la directiva del Club de Remo Pontejos. Desde entonces se centraron en las categorías inferiores de remo olímpico y tradicional (batel y trainerilla), principalmente con deportistas alevines, infantiles, cadetes y juveniles. 

## Palmarés
- 2 regional de Cantabria infantil masculino de bateles (1999 y 2007).
- 3 regionales de Cantabria cadete masculino de bateles (1999, 2000 y 2009).
- 2 regionales de Cantabria femenino de bateles (2000 y 2001).
- 3 regionales de Cantabria juvenil masculino de bateles (2001, 2002 y 2013).
- 2 regionales de Cantabria cadete-infantil femenino de bateles (2003 y 2004).
- Plata en el Campeonato de España de bateles juvenil (2000 y 2001).
- Bronce en el Campeonato de España de bateles juvenil (2013).
- Bronce en el Campeonato de España de trainerillas juvenil (2002).
- 1 regional de Cantabria juvenil masculino de trainerillas (2014).
- Bronce en el Campeonato de España de banco móvil 2x (2002).
- Plata en el Campeonato de España de banco móvil 2x (2006).
- Bandera de traineras Virgen del Socorro de Luanco (2014).

Fuente